# Hijos del Sofá
Hijos del Sofá es una banda de rock-pop surgido en el partido de Moreno, zona oeste de Gran Buenos Aires en el año 2009. El grupo está conformado por: Emilio Dufour, Franco Gandini y Luciano Costantino.

## Historia
La banda rock-pop, Hijos del Sofá, nace en Moreno, partido ubicado en la zona oeste de Gran Buenos Aires en el año 2009.
Edita su primer material de manera independiente titulado Violeta a fines del año 2010. Conformado por 13 canciones, entre las cuales se encuentran Ella, Después bajá y Descalza además de una versión de Eleanor Rigby de The Beatles.
En el año 2011, realizan una gira por la costa argentina.
En el año 2012 graban su segundo material, esta vez grabado de manera integra en su propio estudio. Vuelta a casa contiene 10 temas de su autoría. El mismo año editan de manera digital un EP titulado Four-ever, el mismo contiene 4 temas de artistas nacionales que han influenciado a la banda: Gustavo Cerati, Luis Alberto Spinetta, Charly García y Fito Páez.
En el año 2014 bajo la producción musical de Edu Schmidt, excantante, compositor y violinista del grupo Árbol,  nace Bienvenida, tercer disco de Hijos del Sofá. El disco cuenta con la participación de artistas de renombre en la escena (Willy Piancioli de Los Tipitos, Palo Pandolfo, Hernán Valente de Cadena Perpetua, entre otros).
Su corte de difusión, que lleva el mismo nombre del disco, fue lanzado a comienzos del mes de marzo del corriente año cuenta con un video realizado en la provincia de Salta y hace referencia a la historia de Alicia en el país de las maravillas.
En junio de 2016 lanzó Yo También. La producción del disco estuvo a cargo de Germán Wiedemer, productor de Andrés Calamaro, Ella es tan cargosa, Pampa Yakuza, Adrián Otero, entre muchos otros. La mezcla y el mastering lo realizaron reconocidos profesionales de la escena local: Martín Pomares y Edu Pereyra, que han trabajado en discos de artistas de  la talla de Abel Pintos, Bersuit Vergarabat, Tan biónica y Pier. El disco cuenta con 10 canciones, está cargado de melodías, y demuestra la madurez compositiva en la que se encuentra la banda. El primer corte se titula Flores para armar. El video de esta canción rememora las películas de terror de los años ’50. El disco también cuenta con la participación de artistas de renombre como  Rulo y “El tano” de Ella es tan cargosa y Julián Kanevsky, guitarrista de Andrés Calamaro.
A fines del 2018 lanza "Brindemos", nuevamente bajo la producción artística de Germán Wiedemer y la grabación y mezcla de Martín Pomares. Brindemos fue presentado el 15/12 de diciembre de The Roxy La Viola Bar, de Buenos Aires, en donde la banda grabó su primer disco en vivo.
El disco en vivo fue editado en marzo de 2019 y su corte de difusión fue Zamba para olvidar un clásico del folklore argentino.

## Discografía

### Álbumes de estudio
- Violeta (2010)
- Vuelta a casa (2012)
- Bienvenida (2014)
- Yo También (2016)
- Vivo en The Roxy La Viola Bar (2019)

### EP
- Four-Ever (2012)
- Brindemos (2018)